# Atanas Komtjev
Atanas Komtjev, född den 23 oktober 1959, död 12 november 1994, var en bulgarisk brottare som tog OS-guld i lätt tungviktsbrottning i den grekisk-romerska klassen 1988 i Seoul.